# Italia en los Juegos Olímpicos de Atenas 2004
Italia estuvo representada en los Juegos Olímpicos de Atenas 2004 por un total de 364 deportistas que compitieron en 30 deportes.  
El portador de la bandera en la ceremonia de apertura fue el gimnasta Jury Chechi.

## Medallistas
El equipo olímpico italiano obtuvo las siguientes medallas:
| Nombre                                                                                          | Deporte            | Competición                        |
| ----------------------------------------------------------------------------------------------- | ------------------ | ---------------------------------- |
| Oro                                                                                             |                    |                                    |
| Stefano Baldini                                                                                 | Atletismo          | Maratón M                          |
| Ivano Brugnetti                                                                                 | Atletismo          | 20 km marcha M                     |
| Paolo Bettini                                                                                   | Ciclismo en ruta   | Ruta M                             |
| Aldo Montano                                                                                    | Esgrima            | Sable ind. M                       |
| Andrea Cassarà Salvatore Sanzo Simone Vanni                                                     | Esgrima            | Florete por eqs. M                 |
| Valentina Vezzali                                                                               | Esgrima            | Florete ind. F                     |
| Igor Cassina                                                                                    | Gimnasia artística | Barra fija M                       |
| Andrea Benelli                                                                                  | Tiro               | Skeet M                            |
| Marco Galiazzo                                                                                  | Tiro con arco      | Individual M                       |
| Equipo                                                                                          | Waterpolo          | Torneo F                           |
| Plata                                                                                           |                    |                                    |
| Equipo                                                                                          | Baloncesto         | Torneo M                           |
| Salvatore Sanzo                                                                                 | Esgrima            | Florete ind. M                     |
| Aldo Montano Giampiero Pastore Luigi Tarantino                                                  | Esgrima            | Sable por eqs. M                   |
| Giovanna Trillini                                                                               | Esgrima            | Florete ind. F                     |
| Elisa Blanchi Fabrizia D'Ottavio Marinella Falca Daniela Masseroni Elisa Santoni Laura Vernizzi | Gimnasia rítmica   | Concurso completo por eqs. F       |
| Federica Pellegrini                                                                             | Natación           | 400 m libre F                      |
| Beniamino Bonomi Antonio Rossi                                                                  | Piragüismo         | K2 1000 m M                        |
| Josefa Idem                                                                                     | Piragüismo         | K1 500 m F                         |
| Giovanni Pellielo                                                                               | Tiro               | Foso M                             |
| Valentina Turisini                                                                              | Tiro               | Rifle en tres posiciones 50 m F    |
| Equipo                                                                                          | Voleibol           | Torneo M                           |
| Bronce                                                                                          |                    |                                    |
| Giuseppe Gibilisco                                                                              | Atletismo          | Salto con pértiga M                |
| Roberto Cammarelle                                                                              | Boxeo              | Superpesado (+91 kg) M             |
| Andrea Cassarà                                                                                  | Esgrima            | Florete ind. M                     |
| Equipo                                                                                          | Fútbol             | Torneo M                           |
| Jury Chechi                                                                                     | Gimnasia artística | Anillas M                          |
| Lucia Morico                                                                                    | Judo               | –78 kg F                           |
| Emiliano Brembilla Massimiliano Rosolino Simone Cercato Filippo Magnini                         | Natación           | 4 × 200 m libre M                  |
| Rossano Galtarossa Alessio Sartori                                                              | Remo               | Doble scull (M2x) M                |
| Luca Agamennoni Dario Dentale Raffaello Leonardo Lorenzo Porzio                                 | Remo               | Cuatro sin timonel (M4-) M         |
| Lorenzo Bertini Catello Amarante Salvatore Amitrano Bruno Mascarenhas                           | Remo               | Cuatro sin timonel ligero (LM4-) M |
| Alessandra Sensini                                                                              | Vela               | Mistral F                          |